# 영덕역
영덕역(Yeongdeok station, 盈德驛)은 경상북도 영덕군 영덕읍에 위치한 동해선의 철도역이다.

## 연혁
- 2017년 6월 29일 : 철도거리표 고시[1]
- 2017년 12월 18일 : 화물 취급 중지[2]
- 2018년 1월 26일 : 동해선 포항~영덕간 개통으로 보통역으로 영업개시
- 2023년 12월 18일 : 여객 취급 중지
- 2025년 1월 1일 : 여객 취급 재개
- 2025년 12월 : KTX-이음 운행 개시 (예정)

## 승강장
승강장은 2면 6선식 구조로 되어 있으나 승강장의 번호는 3, 4, 5, 6번으로 부여되어 있다. 이는 1, 2번 선로가 유치선으로 지정되었기 때문이며, 5, 6번 승강장은 현재 사용하지 않기 때문에 실질적으로 3, 4번 승강장에만 열차가 정차를 했었고, 5, 6번 승강장은 삼척 방면 승강장으로 사용한다.
| 영해↑              |
| \| ３４ \| ５６ \| |
| 강구↓              |

| 3·4 | 동해선 | 포항 · 동대구 · 부전 방면 |
| 5·6 | 동해선 | 울진 · 삼척 · 강릉 방면   |

## 인접한 역
| 동해선                  | 동해선          | 동해선         |
| ----------------------- | --------------- | -------------- |
| 월포 동대구 · 부전 방면 | ITX-마음 동해선 | 영해 강릉 방면 |
| 강구 동대구 방면        | 누리로 동해선   | 영해 강릉 방면 |